# Bree (Śródziemie)
Bree – miejscowość ze stworzonej przez J.R.R. Tolkiena mitologii Śródziemia występująca na kartach powieści Drużyna Pierścienia.
Bree powstało w Drugiej Erze, jeszcze przed powstaniem Arnoru. Około 1300 roku Trzeciej Ery zamieszkali w nim także hobbici. Położone na terytorium Arnoru, na szlaku Wielkiego Gościńca Wschodniego nieopodal skrzyżowania z Wielkim Gościńcem Zachodnim, swój rozwój przeżywało w czasach rozkwitu Arnoru. Po podziale kraju Bree znalazło się na terenie Arthedainu. Od 1974 roku Trzeciej Ery, po upadku Arthedainu, obszar Bree był chroniony przez Strażników Północy. W czasach Wojny o Pierścień pozostałością dawnej pomyślności była gospoda Pod Rozbrykanym Kucykiem, a Wielki Gościniec Zachodni nazywano Zieloną Ścieżką.
Tę samą nazwę nosił także obszar dookoła miejscowości Bree, którego zachodnią granicę stanowił skraj Starego Lasu i Kurhany. W Bree znajdowały się trzy mniejsze miejscowości: Archet (na północnym skraju Chetwood), Combe (wysunięta na wschód) i Staddle (wioska zamieszkana przez ludzi i hobbitów na południowo-wschodnim stoku wzgórza Bree).
Większość mieszkańców Bree stanowili ludzie o ciemnej karnacji i krępej budowie, uważający siebie za rdzennych mieszkańców tych okolic. Choć posługiwali się Westronem, pochodzili od  Dunlendingów, którzy wywędrowali na północ. Tamtejsi hobbici uważali Bree za najstarszy hobbicki ośrodek od czasów Wielkiej Wędrówki, starszy niż Shire.
W czasie Wojny o Pierścień w Bree działali szpiedzy Sarumana.